# Kanton Juvisy-sur-Orge
Canton de Juvisy-sur-Orge je francouzský kanton v departementu Essonne v regionu Île-de-France. Vznikl 14. ledna 1985.

## Složení kantonu
| Obec             | Počet obyvatel (2007) | PSČ   | INSEE       |
| ---------------- | --------------------- | ----- | ----------- |
| Juvisy-sur-Orge  | 14 153                | 91260 | 91 3 41 326 |
| Savigny-sur-Orge | 37 469                | 91600 | 91 3 99 589 |